# Stenoporpia dissonaria
Stenoporpia dissonaria là một loài bướm đêm trong họ Geometridae.